# Исламская архитектура

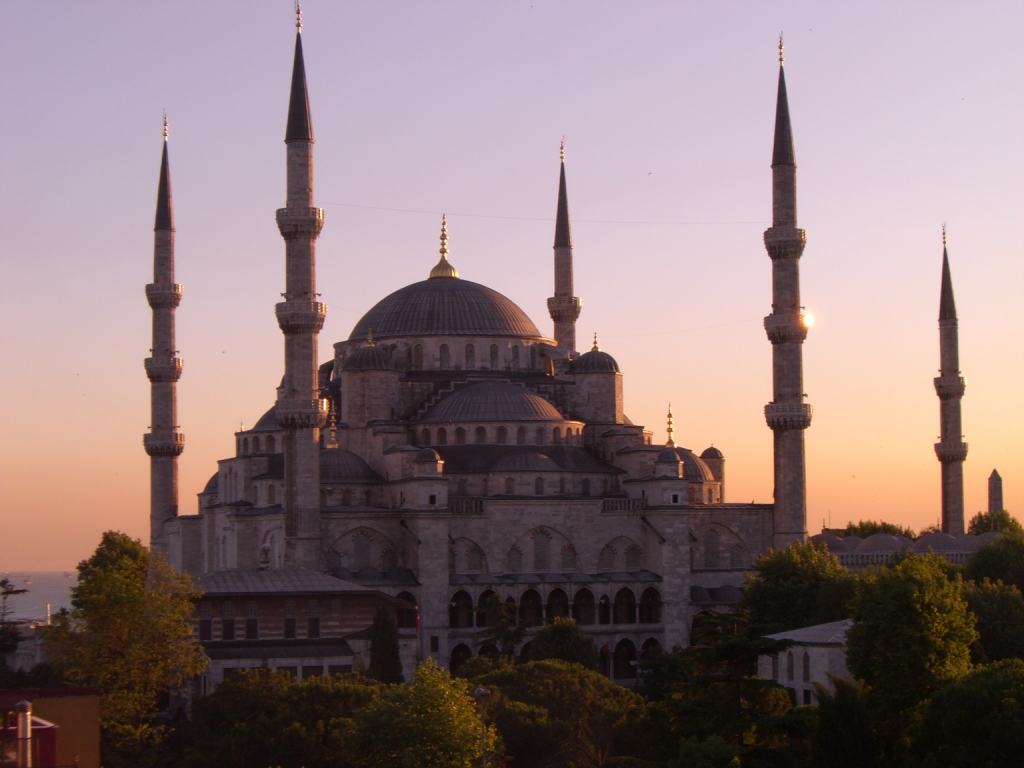
Мечеть Султанахмет в Стамбуле, византийский тип мечети.

Исла́мская архитекту́ра является сочетанием различных архитектурных стилей, которые развились из ислама, как социального, культурного, религиозного и политического явления. К исламской архитектуре относят как религиозные, так и светские учреждения и здания. К исламской архитектуре также можно отнести архитектурные стили, популярные как в раннеисламскую, так и относящиеся к современной эпохе в мусульманских и в других странах под влиянием ислама. Архитектурный стиль появился на Ближнем Востоке в VII веке и развился в период Средневековья в Малой Азии, Индии и Иране, в Центральной Азии, Северной Африке, Испании, на Кавказе и частично на Балканах. Позже исламская архитектура попала также в Юго-Восточную Азию. В современное время мечети в соответствии с исламской архитектурой строятся во всех местах проживания мусульман по всему миру.

## История
Первая мечеть построена в Медине после хиджры пророка Мухаммеда. Затем мечети стали открываться в тех городах, которые были завоёваны мусульманами. После взятия Мекки в каждой мечети появился михраб — ниша, которая указывала киблу — направление к Каабе.

## Типология зданий

### Мечеть
Мечеть (араб. مسجد‎‎) — мусульманское богослужебное сооружение. Первая мечеть была построена пророком Мухаммедом в Медине и представляла собой просто огороженное место для молитвы. В Средние века мечеть помимо религиозных функций выполняла и социальные: в ней происходило обучение студентов, собрание жителей, давался приют странникам и т. д.

#### Функциональное разделение
- квартальные мечети — мечети в узком смысле этого слова, предназначены для ежедневной молитвы, также являются местом собраний жителей квартала.
- джума-мечети — соборные мечети, предназначены для пятничной молитвы, располагались в городах. В крупных центрах (Стамбул, Багдад) имелось несколько джума-мечетей.
- намазгях — крупная открытая загородная мечеть, предназначенная для богослужения в важнейшие мусульманские праздники Курбан-байрам и Ураза-байрам.
- мечети при мавзолеях праведников, при медресе, ханаках и пр.

#### Основные архитектурные стили
Архитектурное исполнение мечети может быть весьма различным, но существуют два обязательных элемента: михраб (направление на Каабу (Мекка)) и минарет (высокая башня, находящаяся рядом с мечетью). Типологически мечети подразделяются на открытые (мусалла), полузакрытые (дворовые) и закрытые (планировочные разновидности — колонные/столпные, купольные, зальные).

##### Арабский тип
Древнейший тип мечети, распространился с исламом из Аравии, удерживался до османской экспансии XVI века. Арабская мечеть представляет собой прямоугольный или квадратный двор, по периметру обнесённый аркадой или галереей, с примыкающим ко двору молитвенным залом.
Примеры: Мечеть Хассана II, Масджид аль-Харам.

##### Персидский тип

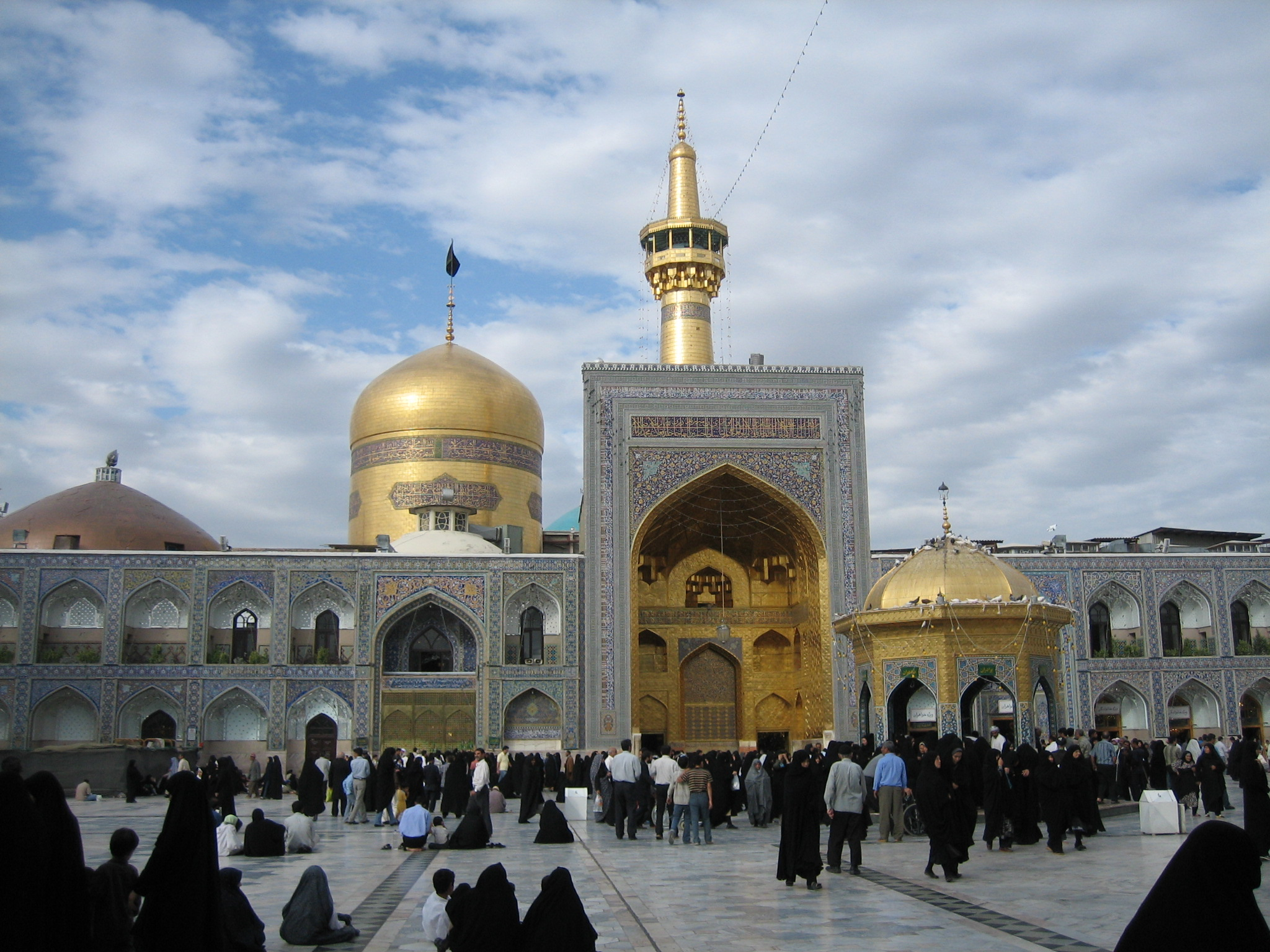
Мавзолей Имама Резы в Мешхеде, персидский тип мечети.

На персидский тип мечети сильно повлияла архитектура доисламской Персии, это выразилось в широком использовании айванов и куполов. В персидской мечети двор со специальным бассейном для омовения по периметру обнесён галереей с айваном (высокий прямоугольный портал с полукруглой нишей) по середине каждой из сторон галереи. Один из айванов ведёт в небольшое купольное помещение, где находится харам. К хараму иногда прилегают залы для молитв.
Примеры: Мечеть Имама, Мечеть Калян.

##### Османский тип
Под влиянием византийской архитектуры турки-османы в XV веке создают тип многокупольной мечети. Мечети этого типа покоятся на колоннах, украшены многочисленными куполами с одним центральным, зачастую внутренний двор обнесён галереей, во дворе находится пруд. Отличаются османские мечети тонкими минаретами с коническими фонарями.
Примеры: Голубая мечеть, Мечеть Селимие.

##### Региональные стили
На периферии исламского мира развились свои региональные стили, созданные под влиянием местных, например Сианьская соборная мечеть выполнена в формах, присущих китайской архитектуре, а её минарет выполнен в виде буддийской пагоды.

### Медресе
Медресе — религиозные учебные заведения, предоставляющие второй уровень образования. Единственным обязательным медресе было исламское право. Медресе разделялись по школе права, а если в одном медресе сосуществовало несколько школ, то каждому из них отводился отдельный лекционный зал. Медресе обычно располагаются вокруг дворика, окружённого кельями студентов, в здании медресе обязательно присутствует мечеть и как минимум один лекционный зал.

### Ханака
Ханака (узб. honaqa, خانقا; перс. خانگاه, hongoh‎), теккие (тур. tekke) — комплекс, предназначенный для проживания суфийских учителей и их учеников. Обычно состоял из зала для религиозных практик, мечети и келий учеников. Изначально ханаки были прибежищами для паломников и странников, но так как большинство странников было суфийскими дервишами, ханаки превратились в рассадники суфизма.

### Завия

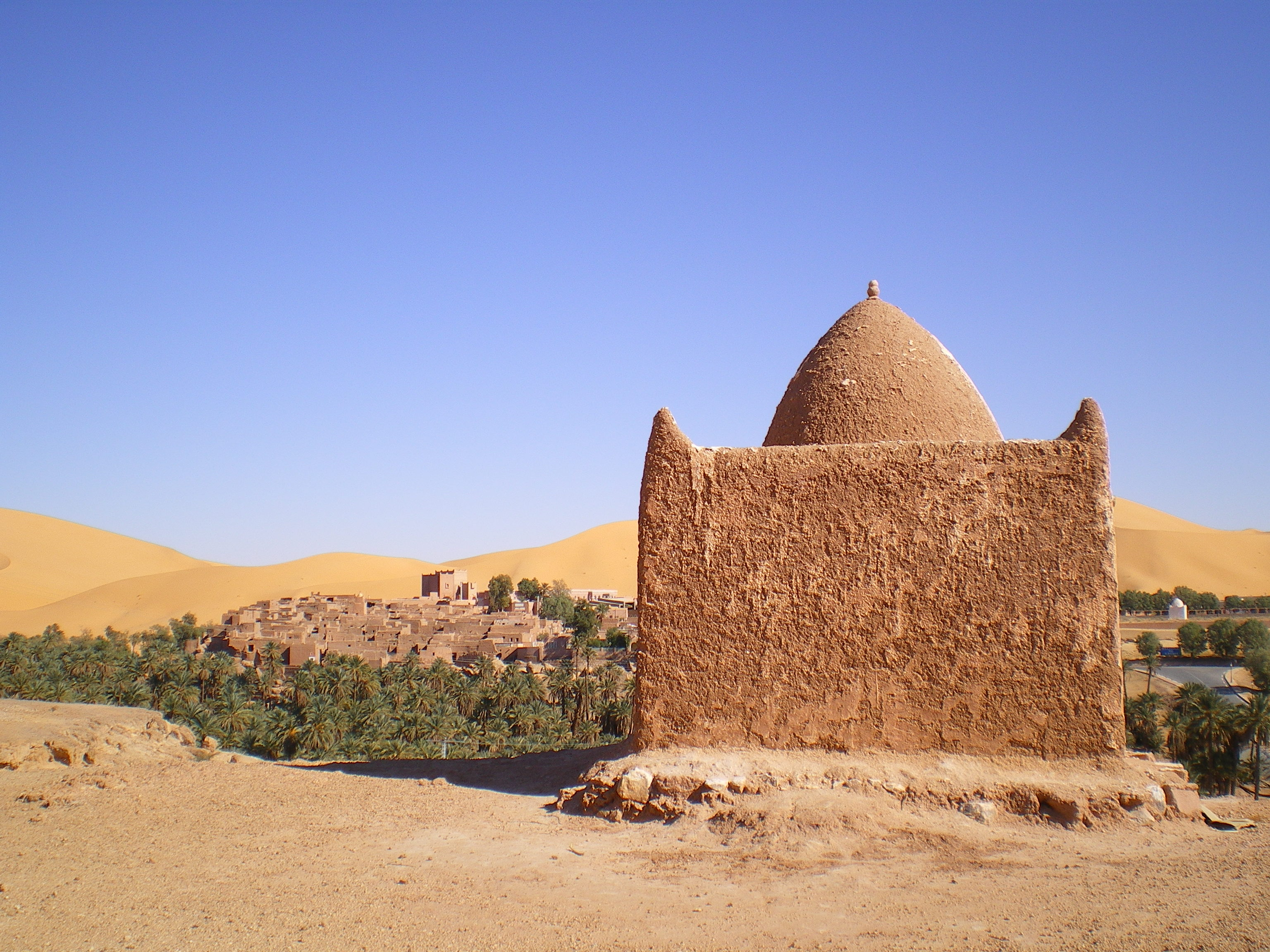
Завия в Тагирте (Алжир)

За́вия (араб. زَاوِيَةٌ‎ [за̄вийа] — «молитвенный дом», букв. «угол») — келья, суфийские обители, уединенное место, в котором суфийские затворники проводят свои дни в молитвах. Первоначально завией называлось помещение в мечети или при ней, где велось обучение мусульман чтению Корана, арабскому языку и т. п. С XII века, после возникновения суфийских братств (тарикатов) завией стали называть жилище шейха (наставник), в котором обучались его ученики (мюриды). В позднем средневековьи в Северной Африке завии становятся основной ячейкой организационной структуры любого тариката. Они представляет собой комплексное сооружение, включающее небольшую мечеть, помещения для жилья шейха и мюридов, а также приют для странников (дервишей). В отличие от ханаки, которая представляет собой обитель для сотен суфиев, в завии обычно живут шейх и его мюриды.

### Рибат
Рибат — изначально укреплённый загородный караван-сарай, предназначенный для укрытия караванов и охраны караванных путей, населялись мурабутами, людьми, давшими клятву сражаться против неверных. Позже рибаты сблизились по функциям с ханаками, став центрами суфийской культуры и название мурабутов стало относиться к дервишам, населявшим рибаты.

### Общественные здания
Для исламского мира также являются характерными: караван-сараи (придорожные гостиницы), крытые рынки, хаммам (общественные бани) и другие архитектурные сооружения.

## Стили

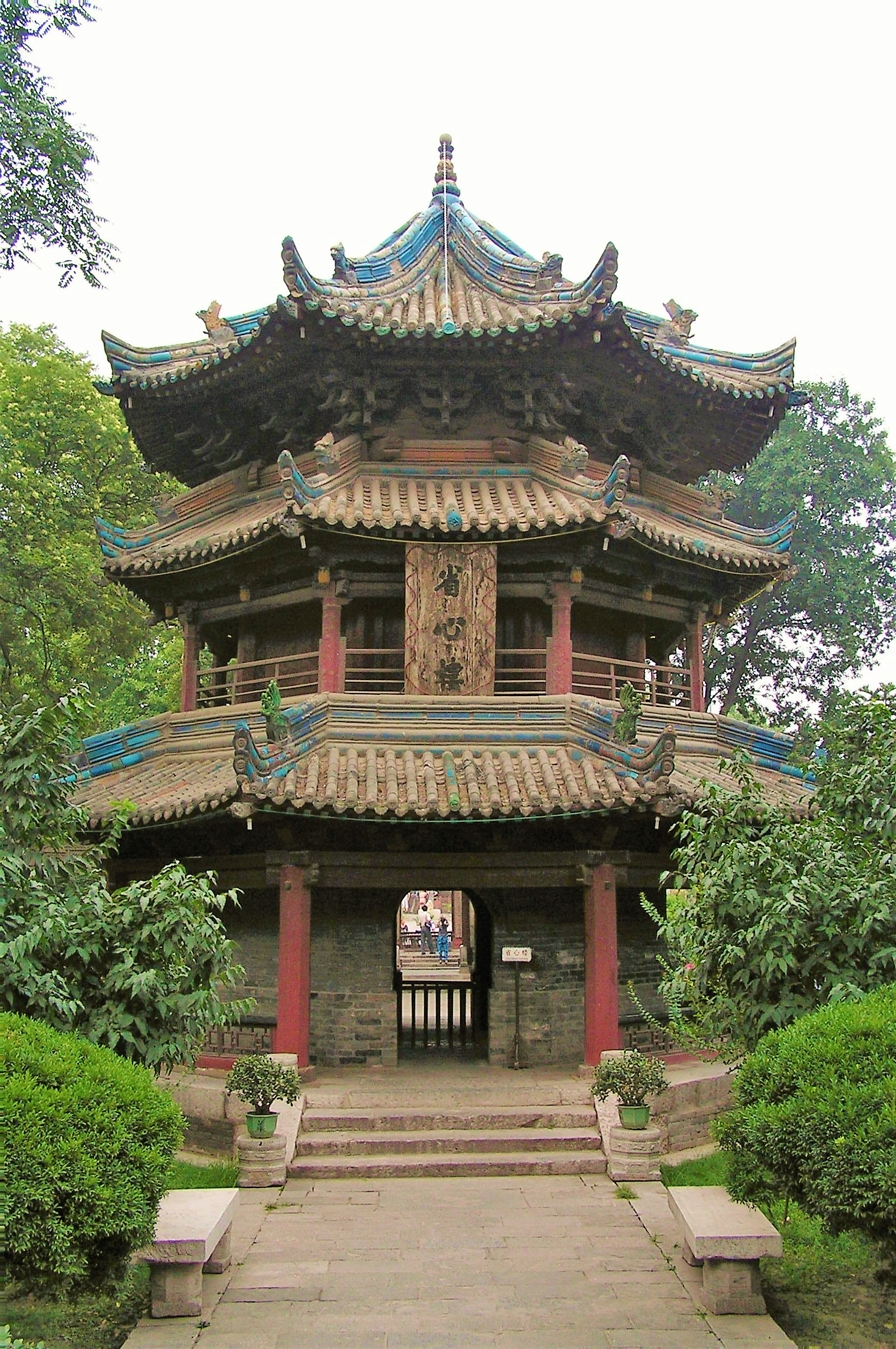
Минарет Сианьской соборной мечети, Китай.

### Персидская архитектура
В Иране в основном применяют звездообразные и крестообразные по форме изразцы, из которых выкладывали настенные панели. Иногда это геометрический узор или многофигурные композиции.

### Мавританская архитектура
Начатое в 785 году строительство Великой мечети в Кордове (ныне известной как Мескита) знаменует начало исламской архитектуры на Пиренейском полуострове и в Северной Африке. Мавританская архитектура достигла своего пика в строительстве Альгамбры, великолепного дворца в Гранаде.

### Османская архитектура

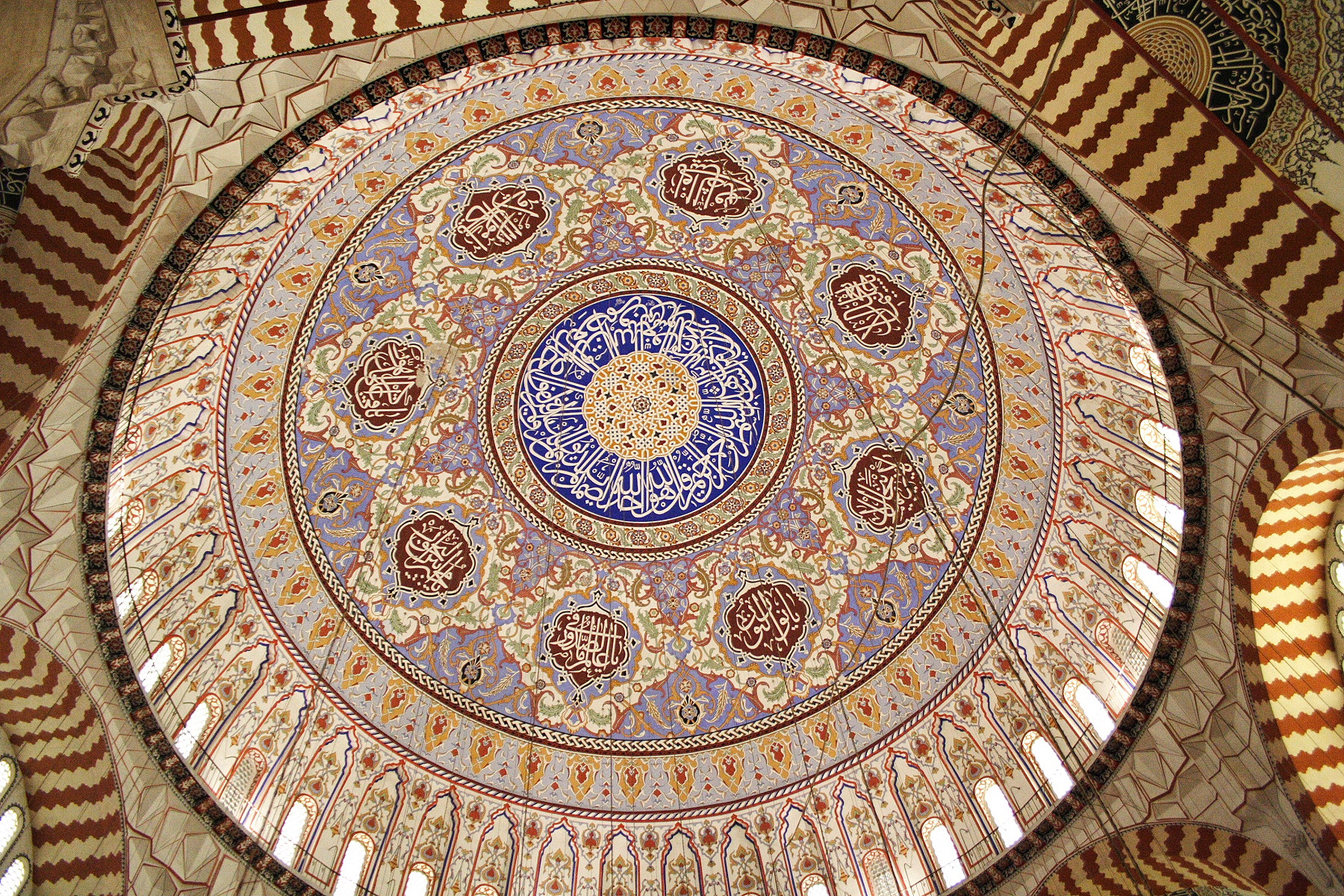
Вид на центральный купол мечети Селимие в Эдирне, Турция

Первые турецкие мечети строились по типу арабских, но в конце XV века появился новый тип мечети. Святилища строились как обширный комплекс зданий с прямоугольным внутренним двором, с каждой стороны которого возвышается сводчатый зал, открытый с одной стороны во двор — айван.

### Среднеазиатская архитектура
- Мавзолей Ходжи Ахмеда Ясави, Казахстан
- Исторический центр Бухары, Узбекистан
- Исторический центр Шахрисабза, Узбекистан
- Самарканд — перекресток культур, Узбекистан
- Дербентская стена, Нарын-Кала и старая часть города Дербент, Дагестан.
- Тадж-Махал, Индия — построен при династии Бабуридов
- Гробница Хумаюна, Индия
- Джамский минарет, Афганистан

### Татарская архитектура
Основная статья: Татарская архитектура

## Архитектурные элементы, выражающие исламский стиль
Исламскую архитектуру можно определить по следующим компонентам:
- Большие купола (луковичные главы).
- Минарет — бывает отдельно или парностоящим. В больших мечетях обычно чётное число минаретов.
- Большие дворы, часто соединённые с большим молитвенным залом. Дворы обычно спроектированы как мусульманский сад, вид сада, который характеризуется чёткой и правильной геометрией, акведуками и колоннами, установленными по периметру.
- Использование геометрических форм и репетативной архитектуры — арабеск.
- Использование симметрии.
- Раковины и фонтаны для ритуального умывания.
- Михраб — ниша в стене мечети, указывающая киблу, то есть направление, где находится Кааба в Мекке.
- Использование ярких цветов.
- Внутренняя часть здания более выразительная, чем внешняя.
- Отточенные арки и арки в виде подковы (айван).
- Сотовый свод (мукарнас) — разновидность складчатого свода из замкнутых перегороженных складок в виде ромбических гранённых впадин-гексагонов, пирамидальных углублений, похожих на восковые пчелиные соты или на сталактиты.
- Машрабия — балкон, выгравированный из дерева или состоящий из кирпичей, позволяющий смотреть на улицу, но не быть видным.
- Пештак — портал